# Institut de mathématiques de Jussieu – Paris Rive Gauche
Pour les articles homonymes, voir IMJ.
L'institut de Mathématiques de Jussieu - Paris Rive Gauche (IMJ-PRG) est un laboratoire de recherche en mathématiques fondamentales situé à Paris. C'est une unité mixte de recherche (UMR 7586) dont les cotutelles sont le CNRS, Sorbonne Université et l'Université de Paris. Il est implanté sur deux campus : le campus de Jussieu et le campus Paris Rive Gauche.
Plus de 200 chercheurs permanents y sont attachés, ainsi que plus de 100 doctorants, des professeurs émérites, des post-doctorants, des chercheurs invités, des attachés temporaires d'enseignement et de recherche, des chercheurs associés, des collaborateurs bénévoles, et une équipe d'appui à la recherche.
Numériquement, l'institut est le plus important laboratoire de recherche mathématique en France. L’IMJ-PRG est le plus important laboratoire d’accueil de l’École doctorale de sciences mathématiques de Paris-Centre, où sont inscrits ses doctorants, soit au moins 100 actuellement.
Il dispose aussi de sa propre revue scientifique, le Journal de l’institut de mathématiques de Jussieu, publié par Cambridge University Press et qui couvre tous les domaines des mathématiques fondamentales.
Chaque année depuis 2001, l'IMJ-PRG organise une école d'été internationale consacrée à un sujet particulièrement actif dans la recherche actuelle.

## Historique
L'institut est créé le 1er janvier 1994 sous le nom d’Institut de mathématiques de Jussieu. Il déménage en 1999 sur le site de Chevaleret durant le désamiantage du campus de Jussieu. En 2010, la moitié du laboratoire rattachée à l'UPMC s'installe de nouveau sur le campus de Jussieu ; l'autre moitié rattachée à l'Université de Paris s'installe en 2013 sur le campus Paris Rive Gauche et le laboratoire change de nom pour prendre sa forme actuelle.
L'institut est un des membres fondateurs, en 2005, de la Fédération de recherche en mathématiques de Paris centre. Depuis 2007, l’IMJ-PRG est adossé à la Fondation sciences mathématiques de Paris.
Les directeurs de l'Institut furent successivement : Christian Peskine (1994-2000), Harold Rosenberg (2000-04), Gilles Godefroy (2004-08), Håkan Eliasson (2008-12), Patrice Le Calvez (2012-16), Loïc Merel (2016-21), Olivier Biquard (2021-).

## Thématiques
Le spectre scientifique de l’IMJ-PRG recouvre l’essentiel des domaines de recherche importants en mathématiques fondamentales. Il est ainsi organisé en 12 équipes-projets : analyse algébrique (AA), analyse complexe et géométrie (ACG), analyse fonctionnelle (AF), algèbres d'opérateurs (AO), combinatoire et optimisation (CO), formes automorphes (FA), histoire des sciences mathématiques (HSM), géométrie et dynamique (GD), groupes représentations et géométrie (GR), logique mathématique (LM), théorie des nombres (TN), topologie et géométrie algébriques (TGA).

## Activité
Les membres de l'IMJ-PRG publient des centaines d'articles chaque année. S'y tiennent plus de 20 séminaires. Environ 30 thèses y sont soutenues chaque année.
Les membres de l'IMJ-PRG interviennent dans la formation, notamment en préparation vers la recherche mathématique en mathématiques fondamentales.

## Distinctions
Plusieurs membres de l'IMJ-PRG ont reçu des prix ou distinctions, nationales et internationales. On peut notamment mentionner Artur Ávila, qui reçut la Médaille Fields en 2014, Claire Voisin, qui reçut la médaille d'or du CNRS en 2016 et Michel Talagrand lauréat du prix Abel en 2024.